# Gordon St. Angelo
Gordon St. Angelo (Huntingburg, 20 giugno 1927 – Indianapolis, 18 ottobre 2011) è stato un politico statunitense presidente del Partito Democratico dello stato dell'Indiana negli anni '50, '60 e '70.
Gordon è nato il 20 giugno 1927 da George and Lillian (Salat) St. Angelo a Huntingburg, Indiana. Ha prestato servizio nella Marina alla fine della seconda guerra mondiale. Ha poi frequentato il North Central College, dove è stato attivo nella politica studentesca. Lì incontrò la sua futura moglie Beatrice Mae Larson, che era di Watertown, nel South Dakota. Gordon divenne attivo nella politica del Partito Democratico nel 1954. Fu eletto presidente della contea di Dubois nel 1958. Uno dei primi sostenitori chiave dell'allora senatore John F. Kennedy, divenne presidente dell'8 ° distretto nel 1960.
St. Angelo ha lavorato a due campagne presidenziali, incluso il ruolo di co-presidente nazionale di Humphrey per il comitato del presidente. Fu anche manager della campagna di successo di Roger Branigin per il governatorato dell'Indiana nel 1964. Dopo aver gestito la campagna del governatore Roger D. Branigan nel 1964, Gordon fu eletto presidente del Partito Democratico dello stato, carica che mantenne fino al 1974. Il suo mandato fu più lungo di quello di qualsiasi presidente del partito in Indiana. Dal 1974 al 1996 è stato vicepresidente dello sviluppo comunitario per la Lilly Endowment, e durante questo periodo è stato un forte sostenitore dello sviluppo delle economie di libero mercato nel Nord e Sud America.
La portata politica di Gordon si estendeva oltre lo stato. È stato vicepresidente nazionale del Partito Democratico da giugno a novembre 1968, quando ha contribuito a gestire la campagna presidenziale di Hubert Humphrey. Nel 1974 Gordon lasciò la politica per diventare Senior Program Officer of Community Development presso la Lilly Endowment, dove amava lavorare per ventitré anni. Lì è stato determinante nell'espansione del ruolo delle organizzazioni non profit nelle politiche pubbliche, con molte implicazioni positive per i diritti civili e individuali. La sua costruzione di coalizioni tra think tank senza scopo di lucro è stata determinante per l'approvazione dell'Accordo di libero scambio nordamericano. Nel 1973, si candidò alla presidenza del Partito Nazionale Democratico, venendo sconfitto per un pelo da Larry O'Brien.
Gordon ha anche fatto parte dei consigli di amministrazione dell'Università di Indianapolis (1965-1993), del St.Meinrad College, WFYI, United Way, Welfare Service League, Commissione statale per l'occupazione, Divisione dell'Indiana della Commissione nazionale per i diritti civili e Comitato Festival 500 Miglia di Indianapolis. A partire dal suo lavoro presso la Lilly Endowment, Gordon e Beatty si interessarono particolarmente alla storica New Harmony, nell'Indiana, che visitarono spesso. È stato nominato dal Governatore Evan Bayh alla New Harmony Commission e ha fatto parte del consiglio di amministrazione della Robert Lee Blaffer Foundation fino alla sua morte (Presidente, 1995-2006). Ha ricevuto dottorati onorari dall'Università di Indianapolis e dall'Università dell'Indiana meridionale . Ha ricevuto i premi "Sagamore of the Wabash" per il suo servizio in Indiana dai Governatori Welsh, Branigan, Whitcomb, Bowen, Orr, Bayh e Daniels.
Nel 1996, St. Angelo ha contribuito a creare una fondazione con il premio Nobel Milton Friedman e sua moglie, Rose Friedman, per promuovere e aiutare a stabilire la scelta educativa in America. È stato Presidente e CEO della Milton and Rose D. Friedman Foundation for School Choice  fino al 2009.
Sebbene abbia iniziato la sua carriera nel partito democratico, è stato un sostenitore di molti candidati repubblicani dalla metà degli anni Settanta. Ad esempio, ha appoggiato il governatore dell'Indiana Mitch Daniels, un repubblicano, per entrambe le sue campagne governative.
St. Angelo è morto il 18 ottobre 2011 a Indianapolis, nell'Indiana.